# Žďár u Tachova
Žďár (deutsch: Brand, auch Planer Brand, Brand II) ist ein Ortsteil der Gemeinde Chodský Újezd in Tschechien. Er liegt acht Kilometer nordwestlich der Stadt Tachov im Oberpfälzer Wald (Český les) und gehört dem Okres Tachov an.

## Geschichte
Das 1713 gegründete Dorf „Planer Brand“ gehörte mit den Ortsteilen Vorder-, Mittel- und Hinterbrand bis 1946 zur römisch-katholischen Pfarrei Hals im Norden des Bezirks Tachau.
1787 beginnen die Matriken, d. h. die Personenstandsverzeichnisse über Geburten, Trauungen und Sterbefälle der Pfarrei, zu der außer Hals und Planer Brand auch die Nachbarorte Ringelberg und Galtenhof gehörten. Planer Brand, Galtenhof und Ringelberg gehören zu den sogenannten Waldhäusl-Siedlungen, die etwa ab 1665 in der Nähe der Stadt Tachau entstanden sind und deren Bewohner in alten Kirchenbüchern auch mit der Bezeichnung „ex silva“ genannt werden.
Die flächenmäßig ausgedehnte Streusiedlung in den Wäldern des Oberpfälzer Waldes, zwischen Halže und Chodský Újezd gelegen, war bis zur Aufhebung der Patrimonialherrschaften zwischen den Grundherrschaften Kuttenplan und Plan-Gottschau geteilt. Die Besiedelung begann im 18. Jahrhundert. Der Theresianische Kataster nennt in Hinterbrand fünf sowie in Vorderbrand und Mittelbrand jeweils vier Anwesen. Das Hubertuskreuz in Mittelbrand wurde während der Herrschaft des Grafen Nostitz-Rhieneck errichtet.
Brand gehörte während der Regierungszeit der Habsburger zur ehemaligen Österreichischen Monarchie. Die Grenze zu Bayern verlief im Westen wenige Kilometer von der Ortschaft entfernt.
Zur besseren Unterscheidung des Dorfes Brand zum nahegelegenen gleichnamigen Ort im Bezirk Tachau wurde die Bezeichnung „Planer Brand“ gebräuchlich, während das andere Dorf als „Tachauer Brand“ bezeichnet wurde.
Von 1850 bis zu dessen Auflösung im Jahre 1938 war Brand Teil des Bezirkes Plan und war dann bis 1945 dem Landkreis Tachau zugeordnet. 1939 lebten hier 346 Menschen.
Nach dem Münchner Abkommen wurde der Ort dem Deutschen Reich zugeschlagen und gehörte bis 1945 zum Landkreis Tachau.
Nach Kriegsende entstand der Okres Planá wieder, nach dessen erneuter Auflösung im Jahre 1949 kam das Dorf zum Okres Mariánské Lázně, der bis 1960 bestand. Seit dieser Zeit gehört es zum Okres Tachov. 1991 hatte der Ort 40 Einwohner. Im Jahre 2001 bestand das Dorf aus 18 Wohnhäusern, in denen 46 Menschen lebten.

## Gemeindegliederung
Der heutige Ort Žďár setzt sich aus Přední Žďár (Vorderbrand) und Prostřední Žďár (Mittelbrand) zusammen. Der drei Kilometer nördliche hintere Ortsteil Zadní Žďár (Hinterbrand) wurde in den 1950er Jahren aufgelassen.
Bei der Gemeindegebietsreform von 1960 wurde Žďár nach Halže eingemeindet, seit 1996 ist er Teil der Gemeinde Chodský Újezd.